# Keograma

Un keograma que muestra la trama basada en la porción marcada de las imágenes tomadas por la cámara de la exhibición auroral de arriba.

Un keograma («keo» de «Keoeeit», palabra inuit que significa «aurora boreal») es una representación visual que muestra la intensidad de una aurora boreal capturada a partir de una estrecha franja de una imagen circular tomada por una cámara, generalmente una «cámara de cielo completo».Estas imágenes de la banda estrecha, que suelen estar orientadas norte-sur en el hemisferio norte y sur-norte en el hemisferio sur, se organizan para formar un gráfico temporal que refleja la actividad de la aurora en esa zona del cielo. Esto facilita el seguimiento de la actividad auroral durante la noche, incluso si las condiciones meteorológicas interrumpen la visibilidad, y ayuda a identificar las áreas específicas donde se observó la aurora en términos de latitud y longitud.
El uso de keogramas se inició en la década de 1970 con Robert Eather et al., que buscaba una manera más práctica y eficiente de evaluar la actividad auroral durante toda la noche registrada. Este método también permitió observar con detalle los movimientos de la aurora, incluyendo luz en longitudes de onda que no son parte del espectro visible humano.Además, los keogramas se emplean para estudiar las burbujas de plasma ecuatorial (EPB) en la ionosfera terrestre, ayudando a estimar su desplazamiento zonal en regiones de latitudes bajas.